# Legion
För den bibliska demonen Legion, se Legion (demon)
En legion är värvad militär styrka, av latinets lego, "hyra, ta ut i tjänst, välja". Ibland även använt som benämning på en militär truppformation större än ett regemente. De mest kända är de romerska legionerna. 
I senare tid fram till våra dagar oftast använt som benämning på värvade, utländska trupper som till exempel spanska främlingslegionen eller franska främlingslegionen men även för frivilligförband, särskilt under franska revolutionskrigen och februarirevolutionen 1848.